# Сарказм
Сарка́зм (греч. σαρκασμός, от σαρκάζω, дословно — «разрывать плоть») — один из видов сатирического изобличения, язвительная насмешка, высшая степень иронии, основанная не только на усиленном контрасте подразумеваемого и выражаемого, но и на немедленном намеренном обнажении подразумеваемого. Высказывания и художественные произведения, сделанные с сарказмом, утверждают одно, но дают ясно понять, что подразумевают противоположное — например, при помощи издевательской гиперболы или интонации.

## История
Сарказм — это насмешка, которая может открываться позитивным суждением, но в целом всегда содержит негативную окраску и указывает на недостаток человека, предмета или явления, то есть того, в отношении чего происходит.
Как и сатира, сарказм заключает в себе борьбу с враждебными явлениями действительности через осмеяние их. Беспощадность, резкость изобличения — отличительная особенность сарказма. В отличие от иронии, в сарказме находит своё выражение высшая степень негодования, ненависть. Сарказм никогда не является характерным приёмом юмориста, который, выявляя смешное в действительности, изображает её всегда с известной долей симпатии и сочувствия.
Комический элемент в саркастическом изобличении может быть весьма ничтожен. В сарказме негодование высказывается вполне открыто. С таким сарказмом говорит, например, Лермонтов о своём поколении: «богаты мы, едва из колыбели, ошибками отцов и поздним их умом…», и заключает свою «Думу» едким сравнением отношения к нему будущих поколений с «насмешкой горькою обманутого сына над промотавшимся отцом».
Благодаря своей непосредственной ударности, сарказм является формой изобличения, в одинаковой степени присущей публицистике, полемике, ораторской речи, художественной литературе. Именно поэтому сарказм особенно широко используется в условиях острой политической борьбы. Развитая политическая жизнь Греции и Рима породила высокие образцы сарказма у Демосфена, Цицерона и Ювенала.
Глубоким сарказмом было проникнуто творчество борцов молодой буржуазии против феодализма. Рабле, гуманист, боровшийся против скованности сознания теологией и схоластической наукой, стрелы сарказма направляет против схоластических учёных, производя от слова «Сорбонна» насмешливые «сорбонята», «сорбониды» и т. д. Вольтер широко использовал приём сарказма для изобличения Римско-католической церкви и её служителей в своих памфлетах и в особенности в «Орлеанской девственнице». В памфлетах Вольтера сарказм в адрес церкви поднимался до патетики негодования в часто повторяемой концовке: «Écrasez l’infâme!» (с фр. — «Раздавите гадину»). Чрезвычайным разнообразием отличаются сарказмы Свифта в его изобличении различных сторон общественной жизни современной ему Англии.

## В популярной культуре
В сериале «Теория Большого взрыва» упоминается табличка «сарказм», которая стала интернет-мемом.

## Примеры
Примеры сарказмов, которые стали афоризмами:
- «Капиталисты готовы продать нам верёвку, на которой мы их повесим» (Владимир Ленин). На самом деле фраза апокрифична. Ни в сочинениях Ленина, ни в мемуарах современников такой фразы нет[3].
- «Если больной очень хочет жить, врачи бессильны» (Фаина Раневская).
- «Бесконечны лишь Вселенная и глупость человеческая. Хотя насчёт первой у меня имеются сомнения» (Альберт Эйнштейн).